# 契卡索鏢鱸
契卡索鏢鱸為輻鰭魚綱鱸形目鱸亞目河鱸科鏢鱸屬的其中一種，該物種分布於美國田納西州的Forked Deer河流域，體長可達5.2公分，棲息在中底層水域。